# Surimi

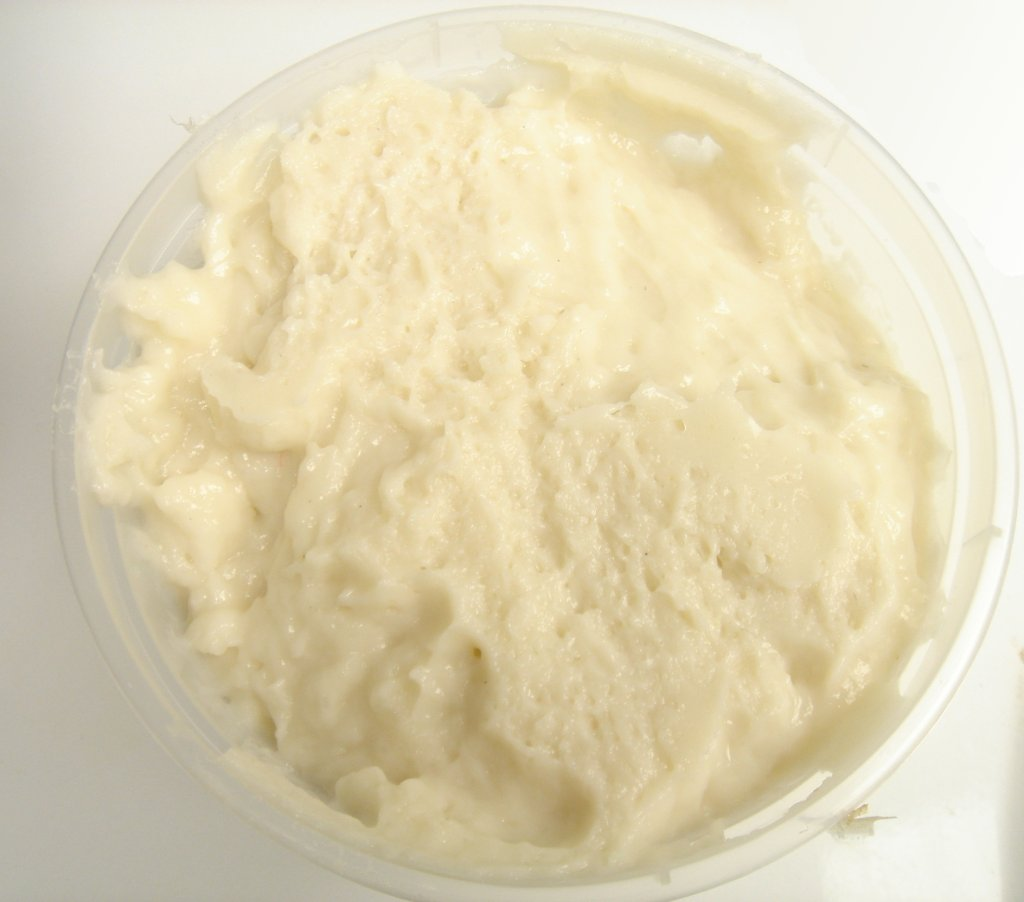
Een bakje met halffabricaat voor de productie van surimi

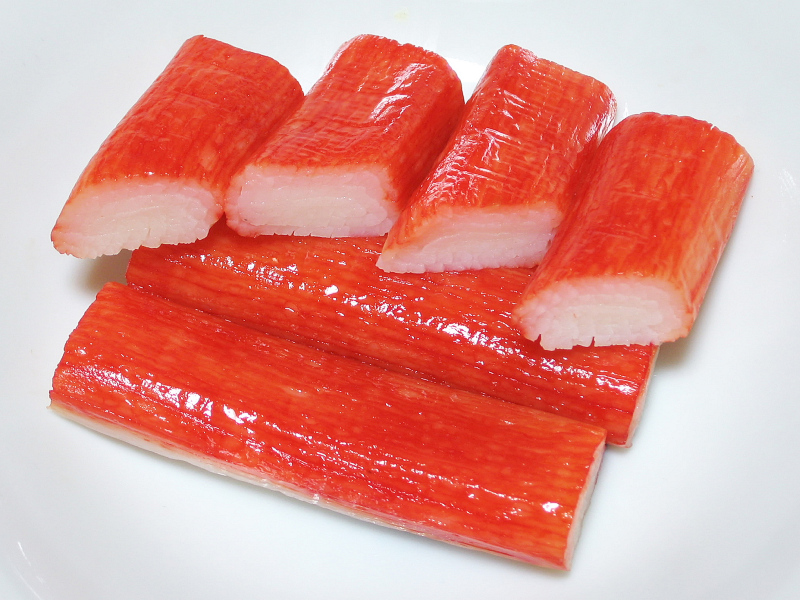
Surimi

Surimi (擂り身) is een Japans leenwoord dat verwijst naar een type voedselproduct dat gemaakt wordt van de filet van witte vis (vaak blauwe wijting), die vermalen is tot pasta en vermengd is met verschillende andere bestanddelen, en die een rubberachtige textuur krijgt wanneer het wordt gekookt. De term "surimi" wordt ook wel gebruikt voor soortgelijke voedselproducten van mager vlees van landdieren.
Surimi wordt veelvuldig genuttigd in verschillende Aziatische landen, en is verkrijgbaar in uiteenlopende vormen, smaken en texturen. Het meest gangbare surimiproduct voor de westerse markt is imitatie-krab.

## Productie
Het vlees van vis en van landdieren (restproducten) wordt eerst fijngehakt. Daarna kan het eventueel meerdere keren gespoeld worden om ongewenste geurtjes te verwijderen. Het resultaat wordt vervolgens gestampt, verpulverd en omgevormd tot een gelatineachtige pasta. Afhankelijk van de gewenste textuur en smaak van het eindproduct, wordt deze pasta gemengd met verschillende toevoegingen zoals zetmeel, eiwit, zout, plantaardige oliën, sorbitol, suiker, soja-eiwit, kruiden en smaakstoffen.
Moet de surimi vervolgens verpakt en ingevroren worden, dan worden er tijdens het mengen nog enkele beschermingsmiddelen tegen eventuele nadelige gevolgen van het invriezen toegevoegd. In de meeste gevallen volgen de verschillende productiestappen elkaar direct op.